# Palmarès dell'Olympique de Marseille
L'Olympique de Marseille, noto in italiano come Olympique Marsiglia o semplicemente Marsiglia, è una società calcistica francese con sede nella città di Marsiglia.
Oltre a essere una delle compagini più titolate del Paese, grazie alla vittoria di nove campionati, dieci coppe, tre Coppe di Lega e tre supercoppe nazionali, nonché la squadra che vanta il maggior numero di partecipazioni alla massima serie (74), è l'unico club francese ad aver vinto la UEFA Champions League nella stagione 1992-1993. Insieme al Paris Saint-Germain è anche uno dei due soli club ad avere vinto almeno una delle tre competizione confederali stagionali disputatesi durante il XX secolo. Con tale squadra l'OM disputa il cosiddetto Classique.

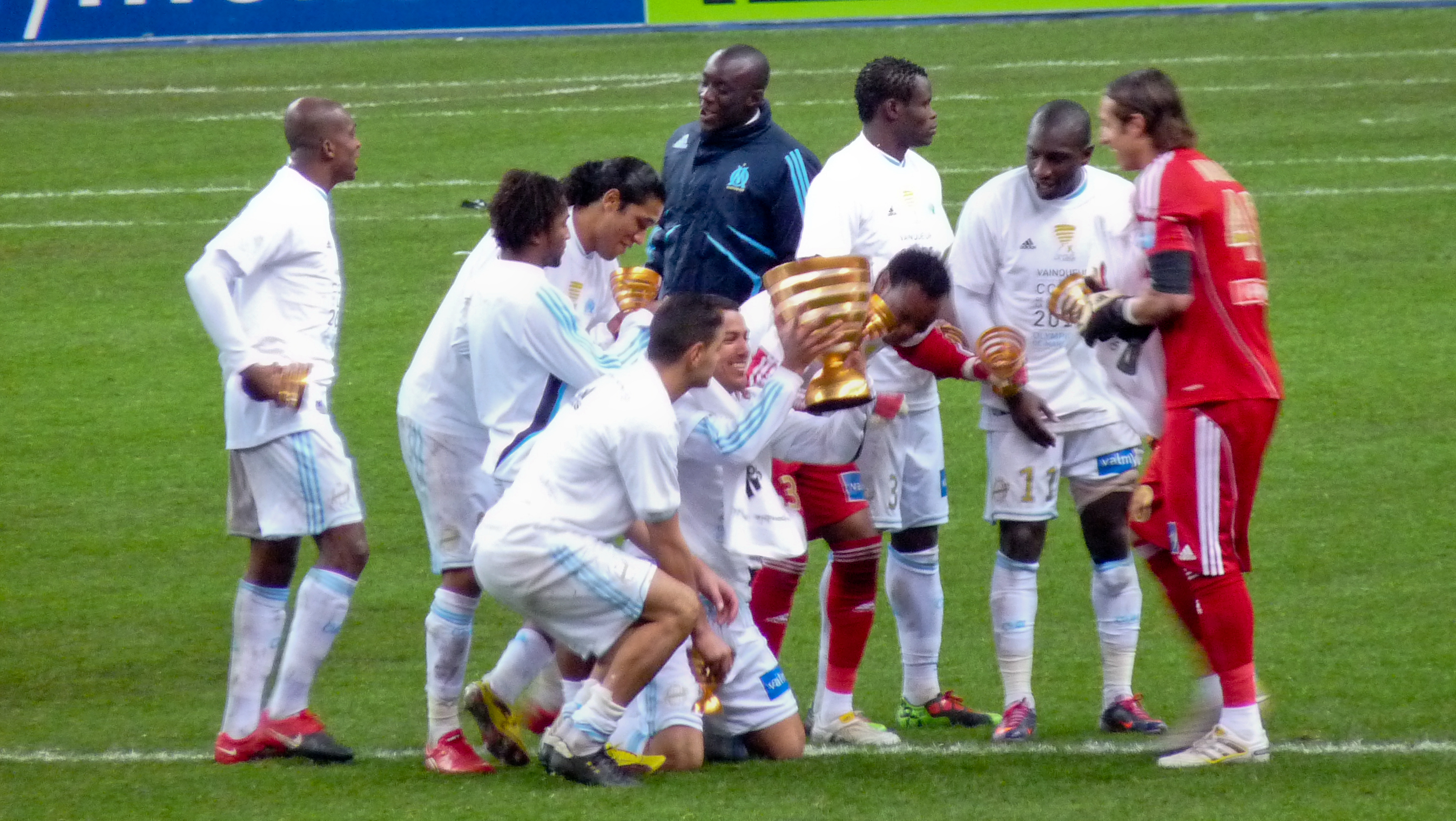
Coppa di Lega francese 2009-2010.

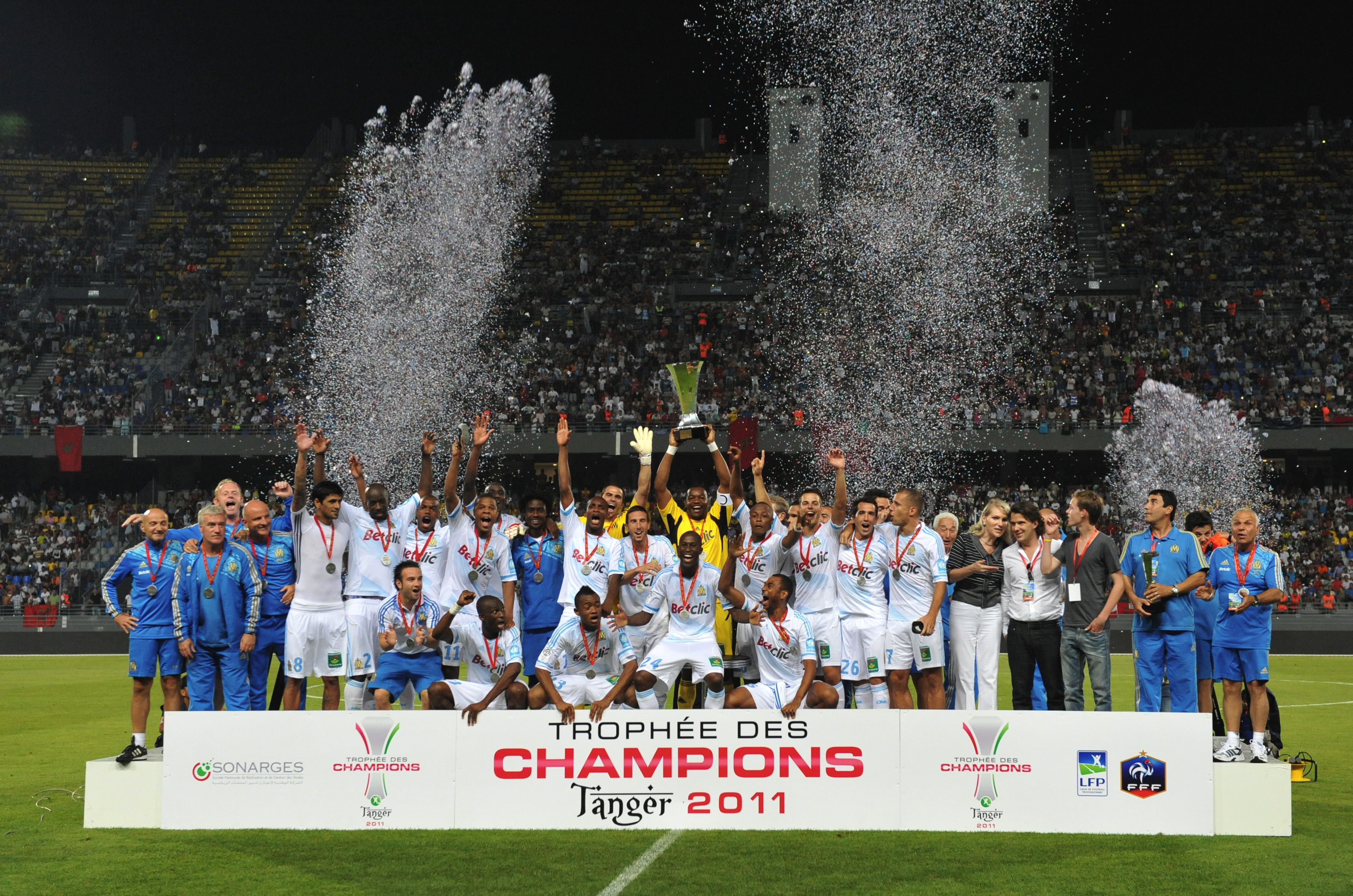
Supercoppa di Francia 2011.

## Competizioni nazionali
- Campionato francese: 9 [1]

1936-1937, 1947-1948, 1970-1971, 1971-1972, 1988-1989, 1989-1990, 1990-1991, 1991-1992, 2009-2010
- Coppa di Francia: 10

1923-1924, 1925-1926, 1926-1927, 1934-1935, 1937-1938, 1942-1943, 1968-1969, 1971-1972, 1975-1976, 1988-1989
- Coppa di Lega francese: 3

2009-2010, 2010-2011, 2011-2012
- Supercoppa francese: 3

1971, 2010, 2011
- Coppa Charles Drago: 1

1957
- Campionato francese di seconda divisione: 2

1983-1984 (girone A), 1994-1995
- Campionato francese Dilettanti: 1

1929

## Competizioni internazionali
- UEFA Champions League: 1  (record francese)

1992-1993
- Coppa Intertoto UEFA: 1  (record francese a pari merito con Bordeaux, Strasburgo, Guingamp, Auxerre, Bastia, Lione, Montpellier, Paris Saint-Germain, Troyes, Lilla e Lens)

2005
- Coppa Piano Karl Rappan: 1

1970

## Competizioni regionali
- Campionato DH Sud-Est: 4

1926-1927, 1928-1929, 1929-1930, 1930-1931
- Costiere Campionato USFSA: 7 (record)

1902-1903, 1903-1904, 1904-1905, 1905-1906, 1906-1907, 1907-1908, 1918-1919
- Trofeo Robert Louis-Dreyfus: 2

2010, 2015

## Competizioni di squadre riserve
- Championnat de France Amateurs: 1

2001-2002
- Campionato DH Sud-Est: 2

1957-1958, 1965-1966
- Costiere Campionato USFSA 3: 1

1909-1910
- Costiere Campionato USFSA 4: 1

1909-1910

## Competizioni giovanili
- Coppa Gambardella: 2

1979, 2024
- Championnat National U17: 3

2007-2008, 2008-2009, 2022-2023
- Campionato nazionale dei Cadetti: 1

1978-1979
- Coppa nazionale dei Pulcini: 4 (record)

1987, 1991, 1995, 1996

## Altri piazzamenti
- Campionato francese:

Secondo posto: 1937-1938, 1938-1939, 1969-1970, 1974-1975, 1986-1987, 1993-1994, 1998-1999, 2006-2007, 2008-2009, 2010-2011, 2012-2013, 2019-2020, 2021-2022, 2024-2025
Terzo posto: 1933-1934, 1948-1949, 1972-1973, 2002-2003, 2007-2008, 2022-2023
- Campionato francese di seconda divisione:

Secondo posto: 1965-1966, 1983-1984, 1995-1996
Terzo posto: 1981-1982 (girone A)
- Coppa di Francia:

Finalista: 1933-1934, 1939-1940, 1953-1954, 1985-1986, 1986-1987, 1990-1991, 2005-2006, 2006-2007, 2015-2016
Semifinalista: 1929-1930, 1970-1971, 1989-1990, 1991-1992, 1994-1995, 1995-1996
- Coppa di Lega francese:

Semifinalista: 1986, 2002-2003
- Supercoppa francese:

Finalista: 1969, 1972, 2020
- Coppa Charles Drago:

Semifinalista: 1956
- Campionato di Francia USFSA:

Secondo posto: 1918-1919
- Coppa delle Coppe:

Semifinalista: 1987-1988
- Coppa dei Campioni:

Finalista: 1990-1991
Semifinalista: 1989-1990
- Coppa UEFA/Europa League:

Finalista: 1998-1999, 2003-2004, 2017-2018
Semifinalista: 2023-2024
- UEFA Conference League:

Semifinalista: 2021-2022
- Campionato DH Sud-Est:

Secondo posto: 1920-1921, 1921-1922, 1923-1924, 1924-1925
- Costiere Campionato USFSA:

Secondo posto: 1908-1909, 1909-1910, 1910-1911, 1911-1912, 1912-1913, 1913-1914

## Premi individuali
- Pallone d'oro: 1

Jean-Pierre Papin (1991)
- Scarpa d'oro: 1

Josip Skoblar (1970-1971)
- Calciatore africano dell'anno: 2

Abedi Pelé 1991, 1992
- Bomber dell'anno IFFHS: 1

Jean-Pierre Papin 1991
- World Soccer (Calciatore europeo dell'anno): 1

Jean-Pierre Papin 1991
- Panchina d'Oro: 1

Raymond Goethals 1991
- World Soccer (Allenatore europeo dell'anno): 1

Franz Beckenbauer 1990